# Trittkopfbahn
| Trittkopfbahn I                    | Trittkopfbahn I                  |
| ---------------------------------- | -------------------------------- |
| Talstation der EUB Trittkopfbahn I |                                  |
| Standort:                          | Zürs, Vorarlberg Österreich      |
| Bauart:                            | 10-MGD                           |
| Baujahr:                           | 2016                             |
| Berg:                              | Trittkopf (Zürs)                 |
| Talstation:                        | Zürs , 1724 m                    |
| Höhendifferenz:                    | 503 m                            |
| Bergstation:                       | Ochsenboden , 2227 m (Zürs)      |
| Streckenlänge:                     | 1978 m                           |
| Fahrdauer:                         | 5,75 min                         |
| Anzahl der Gondeln:                | 76 (inkl. Trittkopfbahn II) Stk. |
| Anzahl der Stützen:                | 11 Stk.                          |
| Kapazität:                         | 2400 Pers./Stunde                |
| Hersteller:                        | Doppelmayr                       |
| Betreiber:                         | Ski Zürs AG                      |
| Website:                           | www.ski-zuers.at                 |

| Trittkopfbahn II                 | Trittkopfbahn II                |
| -------------------------------- | ------------------------------- |
| Bergstation der Trittkopfbahn II |                                 |
| Standort:                        | Zürs, Österreich                |
| Bauart:                          | 10-MGD                          |
| Baujahr:                         | 2016                            |
| Berg:                            | Trittkopf (Zürs)                |
| Talstation:                      | Ochsenboden , 2227 m (Zürs)     |
| Höhendifferenz:                  | 193 m                           |
| Bergstation:                     | Trittkopf , 2420 m              |
| Streckenlänge:                   | 959 m                           |
| Fahrdauer:                       | 2,75 min                        |
| Anzahl der Gondeln:              | 76 (inkl. Trittkopfbahn I) Stk. |
| Anzahl der Stützen:              | 5 Stk.                          |
| Kapazität:                       | 1200 Pers./Stunde               |
| Hersteller:                      | Doppelmayr                      |
| Betreiber:                       | Ski Zürs AG                     |
| Website:                         | www.ski-zuers.at                |

Die Trittkopfbahn ist eine aus zwei Sektionen bestehende Luftseilbahn (Einseilumlaufbahn) in Zürs im österreichischen Bundesland Vorarlberg und liegt am südlichen Ortsrand von Zürs.
Die Trittkopfbahn I verbindet die Talstation in Zürs auf 1724 m ü. A. mit der Mittelstation im Bereich Ochsenboden auf 2227 m ü. A. und führt von dort als Trittkopfbahn II zur Bergstation in 2420 m ü. A. in der Nähe des nördlichen Trittkopfs. Die Mittelstation der Trittkopfbahn auf dem sogenannten Ochsenboden auf 2227 m ü. A. ist zugleich die Bergstation der Flexenbahn. Die Anlage Trittkopfbahn I und II befindet sich im Eigentum der Ski Zürs AG und befindet sich im Skigebiet Ski Arlberg.
Der Name der Seilbahn ist vom Berg Trittkopf (2720 m ü. A.) abgeleitet.

## Geschichte
Lech und Zürs sind altbekannte Skisportorte und bereits im Winter 1936/37 eröffnete in Zürs der erste Schlepplift Österreichs. Drei Jahre später wurde der erste Skilift in Lech in Betrieb genommen und sodann eine Vielzahl an weiteren Aufstiegshilfen gebaut. Die erste Trittkopfbahn (Pendelseilbahn) wurde am 24. Dezember 1962 in Betrieb genommen. Die feierliche Eröffnung erfolgte am 27. Januar 1963, zu welcher auch Bundeskanzler Alfons Gorbach anreiste. Die Bauzeit betrug lediglich acht Monate. Sie führte direkt von Zürs in den Bereich der heutigen Bergstation in gerader Linie.
Die Erschließung des Trittkopfes war bereits seit längerer Zeit ein Anliegen in Zürs und die Schilifte Ing. Bildstein & Co. sowie die Bergbahngesellschaft Zürs Walch & Co. fusionierten zur „Zürser Seilbahngesellschaft Franz Schmid & Co“. Durch diese Fusion wurde die seilbahntechnische Realisierung des Trittkopfes möglich. Nach der Wintersaison 2015/16 wurde diese Anlage am 17. April 2016 abgestellt und am 24. April 2016 begannen die Abbrucharbeiten. Während des 54-jährigen Betriebes wurden rund 10 Millionen Fahrgäste befördert.
Der Neubau der Seilbahnanlage Trittkopf I und Trittkopf II soll etwa 17 Millionen EURO gekostet haben und war Teil einer Gesamtinvestition von 45 Millionen EURO für weitere Verbesserungen und Seilbahnanlagen (Albonabahn II und Flexenbahn sowie Neubau Übungshangbahn). Dadurch wurde am Arlberg das größte zusammenhängende Skigebiet in Österreich geschaffen.

## Technische Daten

### Trittkopfbahn I
In der Talstation Trittkopfbahn I ist auch die Talstation der Übungshangbahn (kuppelbare 6er Sesselbahn) integriert. Für das Talstationsgebäude in Zürs für die neue Übungshangbahn und die Trittkopfbahn I war die Verlegung des Zürsbaches auf einer Länge von ca. 98 m erforderlich.
- Talstation: Zürs auf 1724 m

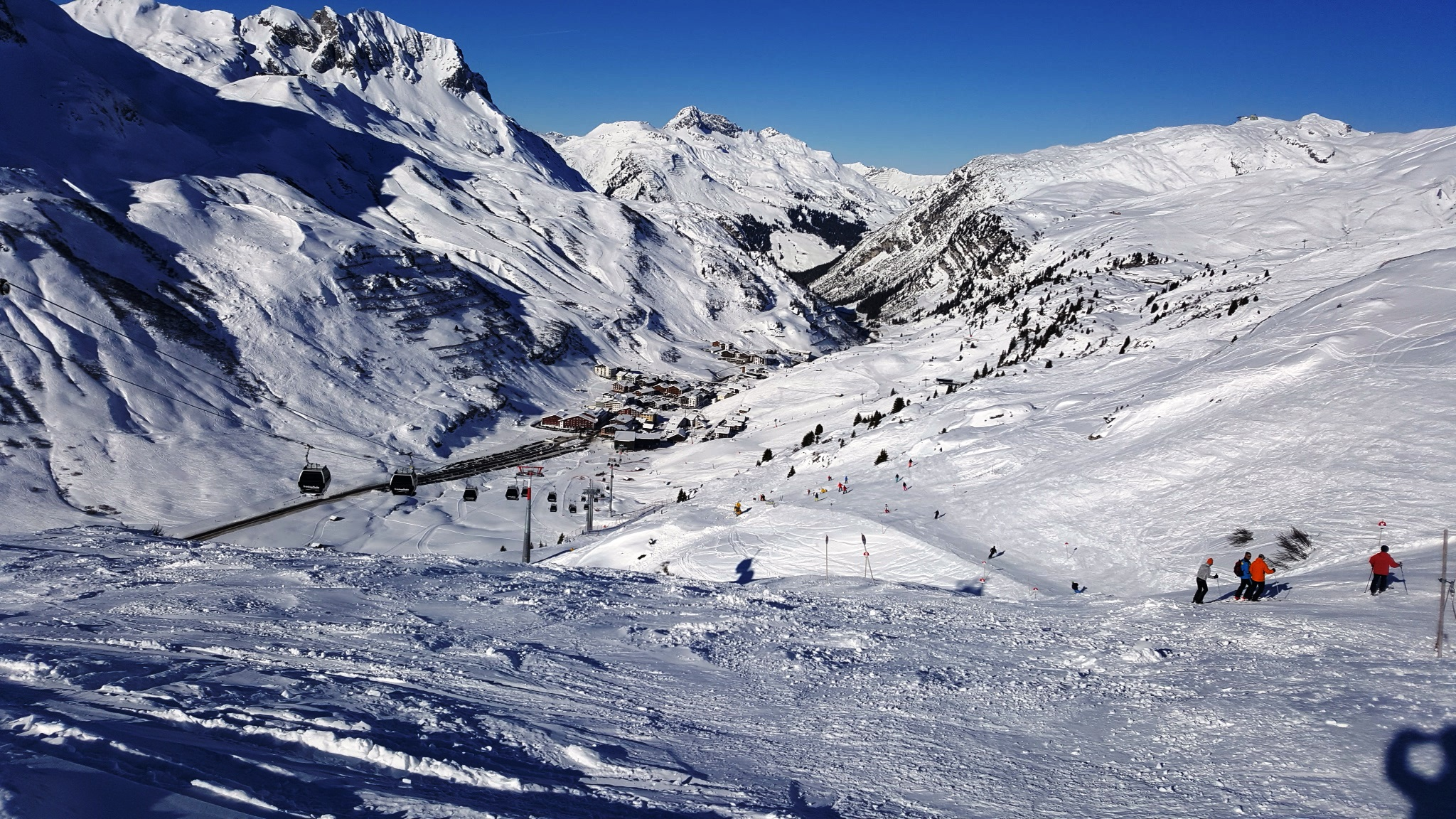
Streckenverlauf der ersten Sektion

- Mittelstation (Bergstation): Zürs auf 2227 m
- Eigentümer: Ski Zürs AG
- Hersteller: Doppelmayr, Wolfurt
- Seilbahntyp: 10er - Einseilumlaufbahn (MGD)
- Ausrichtung der Anlage: weitgehend von Nordwest (Talstation) nach Südost (Bergstation)
- Beförderungskapazität: 2400 Personen/Stunde
- Errichtung: Frühjahr 2016 (Bauzeit 7 Monate)
- Eröffnung: 2. Dezember 2016
- Länge: 1,9 Kilometer
- Höhenunterschied: 503 m
- Streckenlänge: 1978 m
- Horizontale Länge: 1910 m
- Anzahl der Stützen: 12 (maximale Stützenhöhe ca. 49 m – Stütze 3)
- Größter Bodenabstand: 49 m
- Maximale Förderleistung: 2400 Pers/h
- Durchschnittliche Fahrzeit: 5,75 min
- Fahrgeschwindigkeit Strecke: 6,0 m/s
- Seilhersteller: Fatzer
- Länge des Förderseiles: rund 4000 m
- Gesamtgewicht des Förderseiles: 40 t
- Durchmesser Förderseil: 52 mm
- Spannstation Förderseil: Talstation (hydraulisch regelbar)
- Antriebsstation: Mittelstation (Bergstation)
- Antriebsart: elektrisch
- Betriebsmittel: 76 CWA OMEGA IV-10 SI mit Sitzheizung
- Personen pro Betriebsmittel: 10
- Garagierung: Oberflur in der Talstation
- Fahrtrichtung: gegen den Uhrzeigersinn
- Saisonzeit: Winterbetrieb[7]

### Mittelstation Ochsenboden

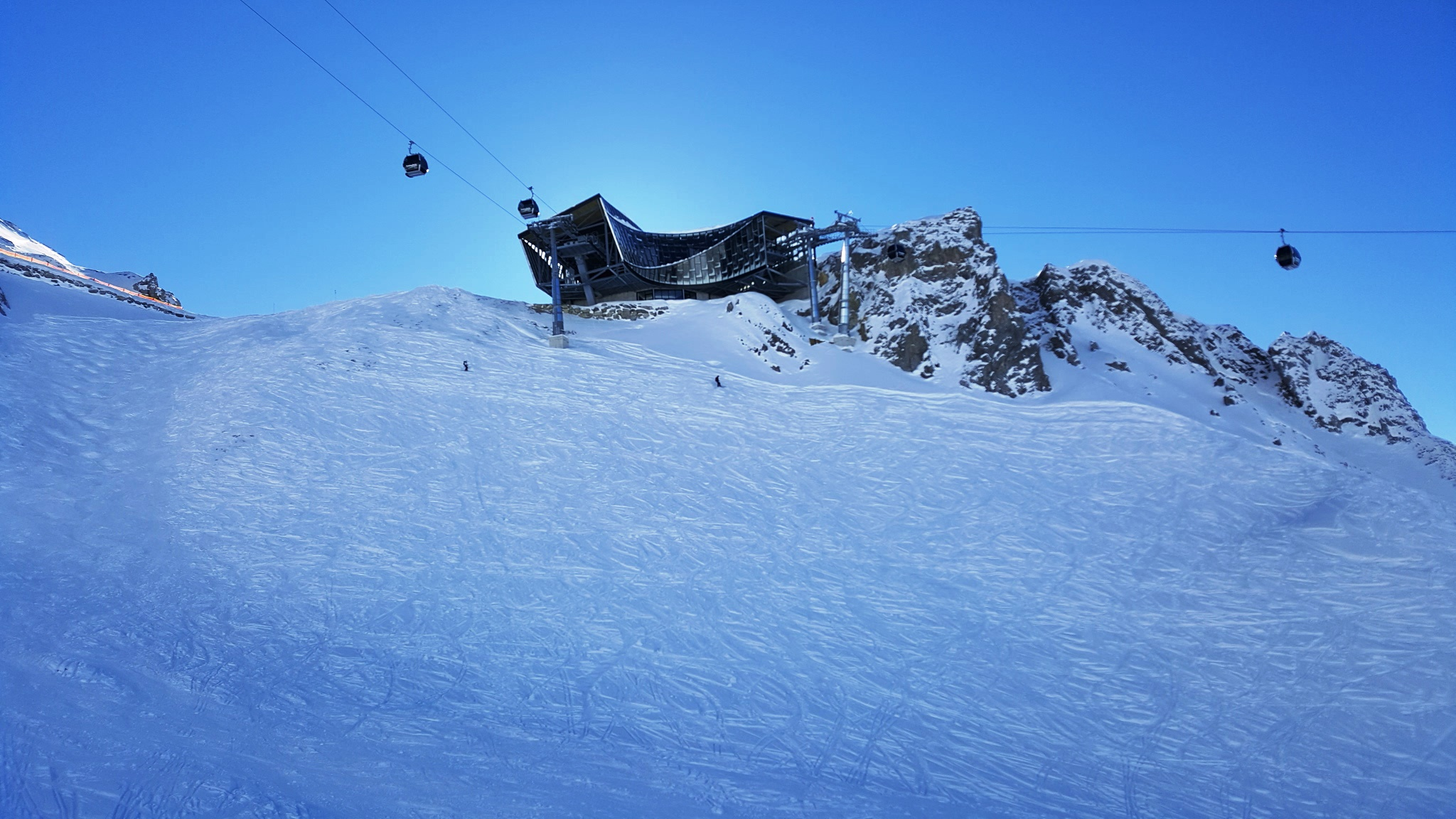
Mittelstation am Ochsenboden

Das oberirdisch zweistöckige Gebäude der Mittelstation in Stahlskelettbauweise steht auf einem Betonsockel und befindet sich auf dem Plateau des sogenannten Ochsenbodens und bildet den Schnittpunkt der Trittkopfbahnen I und II sowie der Flexenbahn. Es liegt auf 2227 m ü. A. Aufgrund der hier zusammenlaufenden drei Seilbahnen hat das Gebäude eine markant geschwungene Y-Form. Die maximale Gebäudehöhe beträgt ca. 11,5 m. Teilweise wurden Photovoltaikmodule in die Fassade integriert. Im Obergeschoß des Gebäudes befinden sich die Zwischenstation der Trittkopfbahnen und die Bergstation der Flexenbahn. Das Untergeschoß des Gebäudes beherbergt das Skimuseum Hall Of Fame, in den Unter- bzw. Kellergeschoßen sind außerdem die Technik-, Lager- und WC-Räume untergebracht. Die Antriebe aller drei Seilbahnen befinden sich in dieser Mittelstation. In der Mittelstation tritt nur die Hälfte der Kabinen den Weg zum Trittkopf an, die andere Hälfte fährt zurück in Richtung Zürs. Die Kabinen, die die Trittkopfbahn II befahren, fahren ohne Öffnung der Türen durch die Zwischenstation, deswegen gibt es in Zürs zwei getrennte Zustiegsbereiche, einen für eine Fahrt bis zur Bergstation am Trittkopf und den anderen für eine Fahrt zur Mittelstation. Eine Rückkehr von der Bergstation zur Mittelstation per Ski ist nicht möglich.

### Trittkopfbahn II

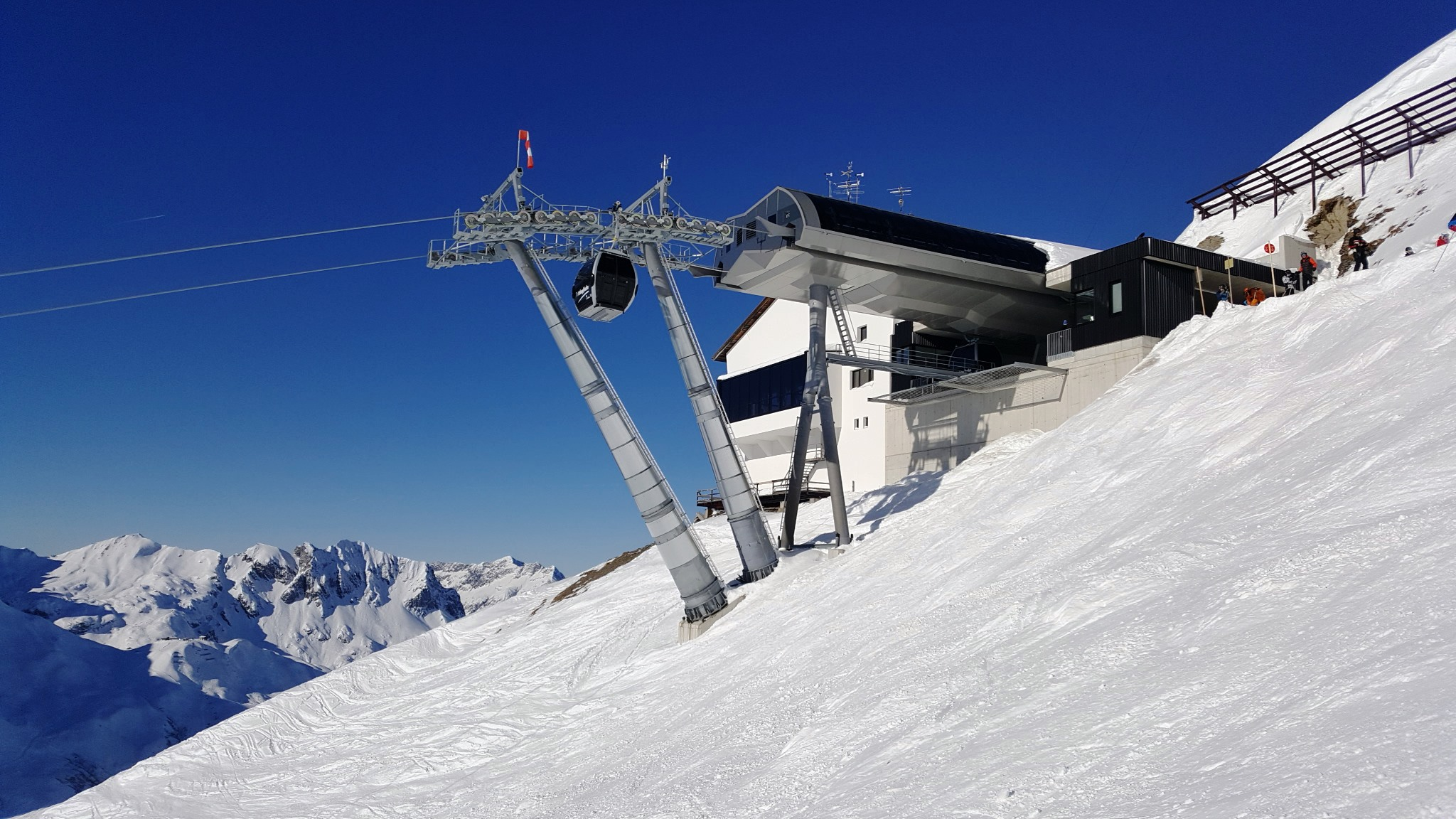
Bergstation

Ausgehend von der Mittelstation Ochsenboden führt die Sektion II in den Bereich unterhalb des Nördlichen Trittkopf.
- Talstation (Mittelstation): Zürs auf 2227 m
- Bergstation: Zürs auf 2420 m
- Eigentümer: Ski Zürs AG
- Hersteller: Doppelmayr, Wolfurt
- Seilbahntyp: 10er - Einseil-Umlaufbahn (MGD)
- Ausrichtung der Anlage: weitgehend von Nordwest (Talstation) nach Südost (Bergstation)
- Beförderungskapazität: 1200 Personen/Stunde
- Errichtung: 2016 (Bauzeit 7 Monate)
- Eröffnung: 7. Januar 2017
- Länge: 0,9 Kilometer
- Höhenunterschied: 193m
- Streckenlänge: 958m
- Horizontale Länge: 931 m
- Anzahl der Stützen: 6 (maximale Stützenhöhe beträgt ca. 22 m – Stütze 5A)
- Maximale Förderleistung: 1200 Pers/h
- Durchschnittliche Fahrzeit: 2,75 min
- Fahrgeschwindigkeit Strecke: 6 m/s
- Seilhersteller: Fatzer
- Durchmesser Förderseil: 52 mm
- Spannstation Förderseil: Bergstation (hydraulisch regelbar)
- Antriebsstation: Talstation (Mittelstation)
- Antriebsart: elektrisch
- Betriebsmittel: 76 CWA OMEGA IV-10 SI mit Sitzheizung
- Personen pro Betriebsmittel: 10
- Garagierung: Oberflur in der Talstation (Sektion 1)
- Fahrtrichtung: gegen den Uhrzeigersinn
- Saisonzeit: Winterbetrieb[10]

### Alte Anlage

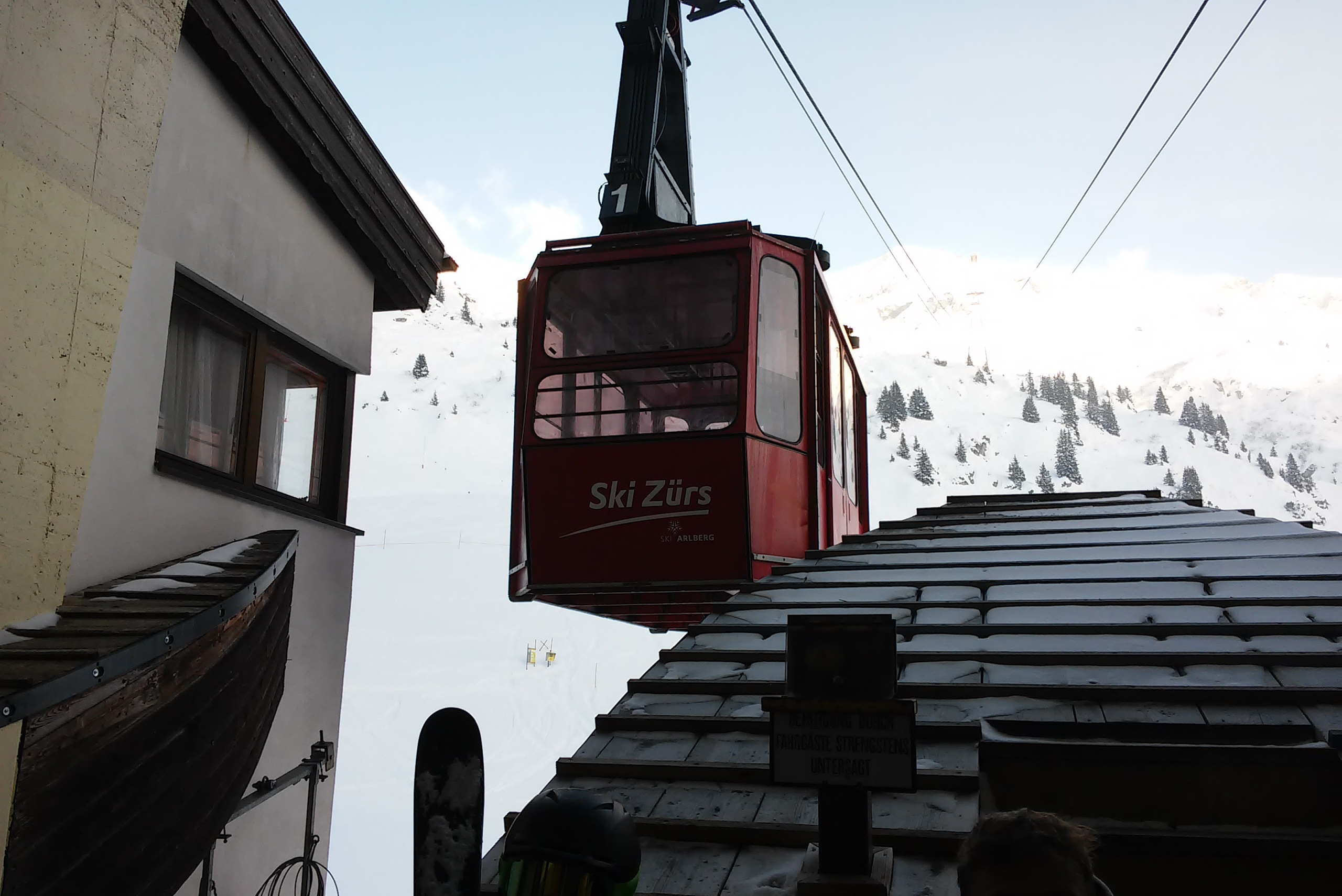
Alte Anlage

Die beiden 10er Gondelbahnen Trittkopf I und Trittkopf II ersetzen die bisherige gleichnamige Pendelbahn, welche 1962 von VÖEST-Alpine erbaut wurde. Der Trassenverlauf führte von der gleichen Stelle weg wie heute und erstreckte sich von Zürs ohne Zwischenstation in gerader Linie in den Bereich der heutigen Bergstation. Die erste Stütze war mit 93 m recht imposant und mit ihren roten Kabinen war die Trittkopfbahn sowas wie das Wahrzeichen von Zürs. Mit einer Förderleistung von 600 Personen pro Stunde, musste man zur Hochsaison doch durchschnittlich um die 15 Minuten warten. Das ehemalige Bergstationsgebäude der Pendelbahn wurde belassen und saniert, die Stationseinfahrt wurde verglast.
- Talstation: Zürs auf 1725 m
- Bergstation: Zürs auf 2422 m
- Eigentümer: Ski Zürs AG
- Hersteller:  VÖEST-Alpine
- Seilbahntyp: Pendelseilbahn

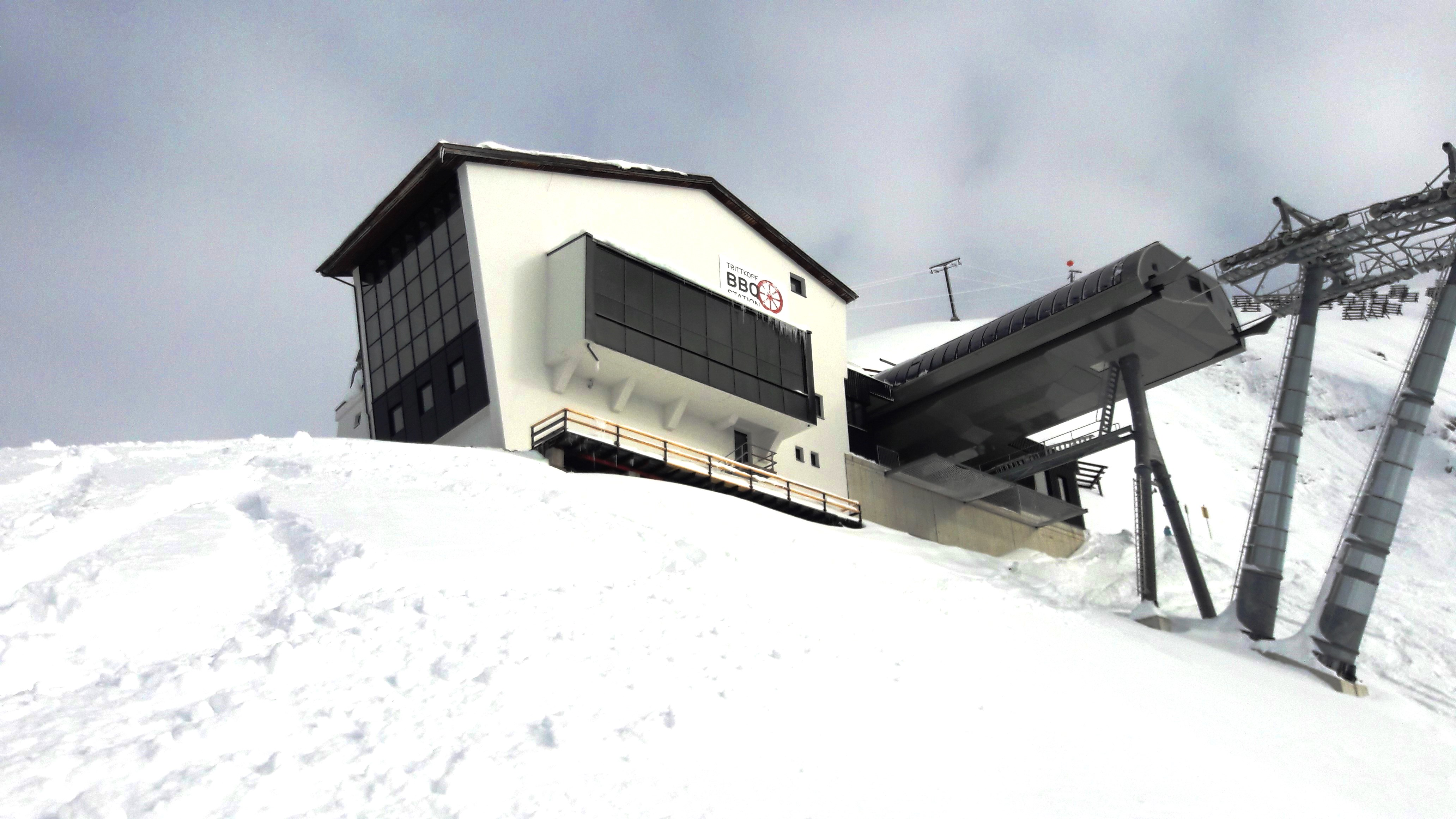
Das ehemalige Bergstationsgebäude, heute ein Grillrestaurant

- Ausrichtung der Anlage: weitgehend von Nordwest (Talstation) nach Südost (Bergstation)
- Datum der Inbetriebnahme: 24. Dezember 1962
- Höhendifferenz: 697 m
- Streckenlänge: 1810 m
- Mittlere Neigung: 41,9 %
- Größte Neigung: 64,3 %
- Anzahl der Stützen: 2 Fachwerkstützen von VÖEST AG mit 93,66 m (Stütze 1) und ca. 60 m (Stütze 2)
- Maximale Förderleistung: nach Umbau 1983 600 P/h (ursprünglich 500 P/h)
- Fahrzeit: 5,2 min
- Fahrgeschwindigkeit. Nach Umbau 1983 10 m/s (ursprünglich 7 m/s)
- Tragseilbremsen: ja
- Fahrbetriebsmittel: 2 Leichtmetallkabinen der Fa. Swoboda für 45+1 Personen (Umbau 1983, davor 50+1 Personen)
- Hauptantriebsart: Gleichstrommotor (Hauptantrieb 1 mit 400 kW, Notantrieb mit 175 kW von BBC Brown Boveri)
- Notantrieb: Dieselmotor mit Ward-Leonard-Umformer und einer Generatorleistung von 210 kW
- Dieselmotor: Mercedes-Benz MB 846 (6-Zylinder Reihenmotor mit ca. 191 kW und Nenndrehzahl 1500/min)
- Durchmesser Antriebsscheibe: ca. 4 m
- Getriebe: ölgefülltes Stirnradgetriebe (1486/min – 55/min)
- Sicherheitsbremse: hydraulisch Trommelbremse auf der Antriebsscheibe
- Betriebsbremse: Scheibenbremse auf der Motorwelle
- Seilhersteller: VA-Austria Draht GmbH
- Tragseile: 2 × 1980 m mit 50 mm Durchmesser
- Zugseil: 1980 m mit einem Durchmesser von 28 mm
- Gegenseil: 1920 m
- Seilspannung: Spanngewichte: Talstation 2 × 35 t für die Tragseile – Bergstation 1 × 25 t für das Zugseil[12]

Der frühe Plan von Huber einer Verlängerung vom nördlichen Trittkopf auf den Vallugagrat wurde nicht umgesetzt.

## Kritik

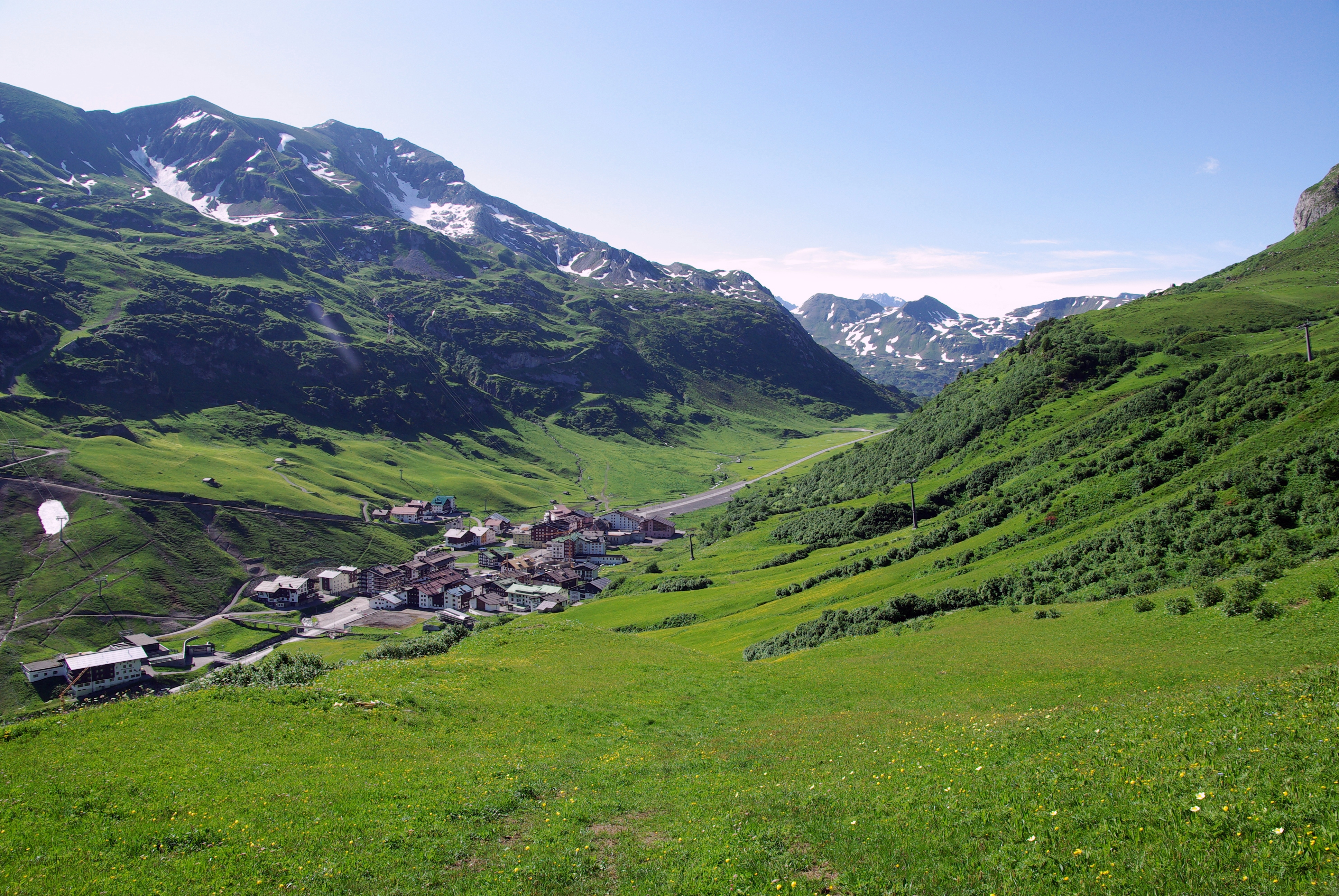
Blick auf Zürs und den Trittkopf (2008)

Der Neubau der Anlagen fand und findet nicht nur positiven Rückhall. Insbesondere wurden die dauerhaften und teilweise irreparablen Eingriffe in die Umwelt kritisiert. Dies betrifft u. a. auch besonders die Inanspruchnahme von bisher völlig unverbauten und ungenützten Bereichen zum und auf dem Ochsenboden sowie die Verbindung zur Alpe Rauz über die Flexenbahn. Auch im Hinblick auf die Dimensionierung der Mittelstation mit einer großen Dachterrasse wurden Zweifel laut.

## Skigebiet
Die Trittkopfbahn gehört zum Skigebiet Ski Arlberg und liegt an der Landesgrenze der österreichischen Bundesländer Vorarlberg und Tirol. Seit der Saison 2016/17 handelt es sich dabei um das größte zusammenhängende Skigebiet Österreichs.